# Seema (Leichtathletin)
Seema (* 10. Januar 2001 in Mansa) ist eine indische Leichtathletin, die sich auf den Langstreckenlauf spezialisiert hat. 2024 wurde sie in Hongkong Asienmeisterin im Crosslauf.

## Sportliche Laufbahn
Erste internationale Erfahrungen sammelte Seema im Jahr 2017, als sie bei den Jugendasienmeisterschaften in Bangkok in 10:05,27 min die Bronzemedaille im 3000-Meter-Lauf gewann. Anschließend belegte sie bei den Commonwealth Youth Games in Nassau in 10:09,34 min den neunten Platz. Im Jahr darauf belegte sie bei den Juniorenasienmeisterschaften in Gifu in 10:12,33 min den fünften Platz, ehe sie bei den Olympischen Jugendspielen in Buenos Aires auf den 13. Platz gelangte. Bei den Crosslauf-Weltmeisterschaften 2024 in Belgrad lief sie nach 34:35 min auf dem 34. Platz im Einzelrennen ein und im Oktober siegte sie in 37:20 min bei den Crosslauf-Asienmeisterschaften in Hongkong. Im Jahr darauf belegte sie bei den Asienmeisterschaften in Gumi in 33:08,23 min den sechsten Platz im 10.000-Meter-Lauf. Anschließend gewann sie bei den World University Games in Bochum in 15:35,86 min die Silbermedaille über 5000 Meter hinter der Französin Julia David-Smith.
2023 wurde sie indische Meisterin im 10.000-Meter-Lauf.

## Persönliche Bestleistungen
- 3000 Meter: 9:50,54 min, 19. November 2017 in Vijayawada
- 5000 Meter: 15:30,70 min, 17. Mai 2024 in Los Angeles
- 10.000 Meter: 32:07,67 min, 16. März 2024 in San Juan Capistrano